# 決戦!シリーズ
決戦！シリーズ（けっせん！シリーズ）は、講談社から発売されたアンソロジー歴史小説。複数の作家がタイトルの合戦に関わった異なる人物を描く作品。

## シリーズ作品

### 戦国時代
- 決戦！関ヶ原（2014年11月18日発売、文庫版2017年7月14日発売）
テーマは関ヶ原の戦い。
伊東潤『人を致して』 － 徳川家康
吉川永青『笹を噛ませよ』 － 可児才蔵
天野純希『有楽斎の城』 － 織田有楽斎
上田秀人『無為秀家』 － 宇喜多秀家（文庫版未収録）
矢野隆『丸に十文字』 － 島津義弘
冲方丁『真紅の米』 － 小早川秀秋
葉室麟『孤狼なり』 － 石田三成
木下昌輝『怪僧恵瓊』 －安国寺恵瓊（文庫版のみ収録）

- 決戦！大坂城（2015年5月26日発売、文庫版2017年11月15日発売）
テーマは大坂冬の陣・大坂夏の陣。
葉室麟『鳳凰記』 － 淀殿
木下昌輝『日本一の兵』 － 真田信繁
富樫倫太郎『十万両を食う』 － 近江屋伊三郎
乾緑郎『五霊戦鬼』 － 水野勝成
天野純希『忠直の檻』 － 松平忠直
冲方丁『黄金児』 － 豊臣秀頼
伊東潤『男が立たぬ』 － 福島正守

なお、実業之日本社文庫から「決戦！大坂の陣」という類似した名称のアンソロジーが刊行されているが、無関係である。
- 決戦！本能寺（2015年11月17日発売、文庫版2018年03月15日発売）
テーマは本能寺の変。
伊東潤 『覇王の血』－ 織田信房
矢野隆 『焔の首級』－ 森乱丸
天野純希 『宗室の器』－ 島井宗室
宮本昌孝 『水魚の心』－ 徳川家康
木下昌輝 『幽斎の悪采』－ 細川幽斎
葉室麟『鷹、翔ける』－ 斎藤利三
冲方丁 『純白き鬼札』－ 明智光秀

- 決戦！川中島（2016年5月17日発売）
テーマは川中島の戦い。
冲方丁『五宝の矛』－ 上杉謙信
佐藤巖太郎『啄木鳥』－ 山本勘助（「決戦！小説大賞」受賞作品）
吉川永青『捨て身の思慕』－ 宇佐美定満
矢野隆『凡夫の瞳』－ 武田信繁
乾緑郎『影武者対影武者』－ 真田昌幸
木下昌輝『甘粕の退き口』－ 甘粕景持
宮本昌孝『うつけの影』－ 武田信玄

- 決戦！桶狭間（2016年11月15日発売）
テーマは桶狭間の戦い。
冲方丁『覇舞謡』－ 織田信長
砂原浩太朗『いのちがけ』－ 前田利家（「決戦！小説大賞」受賞作品）
矢野隆『首ひとつ』－ 毛利新介
富樫倫太郎『わが気をつがんや』－ 松平元康
宮本昌孝『非足の人』－ 今川氏真
木下昌輝『義元の首』－ 岡部元信
花村萬月『漸く、見えた。』－ 今川義元

- 決戦！関ヶ原2（2017年7月26日発売）
関ヶ原の戦いをテーマにした第二弾。
葉室麟『ダミアン長政』－ 黒田長政
吉川永青『過ぎたるもの』－ 島左近
東郷隆『戦さ神』－ 仙石久勝
簑輪諒『名だけを残して』－ 小川祐忠
宮本昌孝『蜻蛉切』－ 本多忠勝
天野純希『秀秋の戯』－ 小早川秀秋
冲方丁『燃ゆる病葉』－ 大谷吉継

- 決戦！賤ヶ岳（2017年11月21日発売）
テーマは賤ヶ岳の戦い。「賤ヶ岳の七本槍」の中から、担当武将を作家同士のドラフト会議で決定するという形式が取られ、会議の模様は小説現代に掲載された。
木下昌輝『槍よ、愚直なれ』－ 加藤清正
簑輪諒『糟屋助右衛門の武功』－ 糟屋武則
吉川永青『しつこい男』－ 脇坂安治
土橋章宏『器』－ 片桐且元
矢野隆『ひとしずく』－ 福島正則
乾緑郎『権平の推理』－ 平野長泰
天野純希『孫六の刀』－ 加藤嘉明

- 決戦！設楽原 武田軍vs織田・徳川軍（2018年10月18日発売）
テーマは設楽原（長篠）の戦い。
宮本昌孝『麒麟児殺し』－ 徳川信康
佐藤巖太郎『ならば決戦を』－ 武田勝頼
砂原浩太朗『けもの道』－ 酒井忠次
武川佑『くれないの言』－ 山県昌景
山口昌志『佐々の鉄炮戦』－ 佐々成政
簑輪諒『淵瀬は廻る』－ 朝比奈泰勝
赤神諒『表裏比興の者たち』－ 真田昌輝

### 江戸時代・幕末
- 決戦！忠臣蔵（2017年3月29日発売）
テーマは忠臣蔵。
葉室麟『鬼の影』－ 大石内蔵助
朝井まかて『妻の一分』－ りく
夢枕獏『首無し幽霊』－ 吉良上野介
長浦京『冥土の契り』－ 不破数右衛門
梶よう子『雪の橋』－ 清水一学
諸田玲子『与五郎の妻』－ 神崎与五郎
山本一力『笹の雪』－ 僧・白明（『白明話録』の著者）

- 決戦！新選組（2017年5月24日発売）
テーマは新選組。
葉室麟『鬼火』－ 沖田総司/芹沢鴨暗殺
門井慶喜『戦いを避ける』－ 近藤勇/池田屋事件
小松エメル『足りぬ月』－ 藤堂平助/油小路の戦い
土橋章宏『決死剣』－ 永倉新八/鳥羽・伏見の戦い
天野純希『死にぞこないの剣』－ 斎藤一/会津戦争
木下昌輝『慈母のごとく』－ 土方歳三/五稜郭の戦い

### 中国史
- 決戦！三国志（2015年12月16日発売）
テーマは三国志。
木下昌輝『姦雄遊戯』－ 荀攸
天野純希『天を分かつ川』－ 周瑜
吉川永青『応報の士』－ 法正
東郷隆『倭人操俱木』－ 操俱木
田中芳樹『亡国の後』－ 劉禅

## 再録
- 葉室麟「津軽双花」（講談社、2016年）－『孤狼なり』『鳳凰記』『鷹、翔ける』
- 天野純希「有楽斎の戦」（講談社、2017年）－『有楽斎の城』『宗室の器』『秀秋の戯』『忠直の檻』
- 冲方丁「戦の国」（講談社、2017年）－『覇舞謡』『五宝の矛』『純白き鬼札』『燃ゆる病葉』『真紅の米』『黄金児』
- 木下昌輝「兵」（講談社、2018年）－『甘粕の退き口』『幽斎の悪采』『槍よ、愚直なれ』『怪僧恵瓊』『日ノ本一ノ兵』
- 吉川永青「老侍」（講談社、2018年）－『捨て身の思慕』『過ぎたるもの』
- 砂原浩太朗「いのちがけ 加賀百万石の礎」（講談社、2018年）－『いのちがけ』

## 決戦！小説大賞
講談社が主催する短編公募賞。選考結果はIN☆POCKET誌上で発表。大賞受賞作品は「決戦！シリーズ」の単行本に収録されるか、小説現代誌上に掲載され、奨励賞作品はIN☆POCKET掲載後、電子書籍として講談社から出版される。また、主題となる戦と人物は、あらかじめ指定される。
- 第一回（テーマ：山本勘助/川中島の戦い）2016年3月号発表
大賞：佐藤巖太郎『啄木鳥』（「決戦！川中島」所収）
奨励賞：武川佑『鬼惑い』（電子書籍で出版。武川は翌2017年『虎の牙』を講談社より出版し、初の「決戦！小説大賞」出身作家としてデビュー）
- 第二回（テーマ：前田利家/桶狭間の戦い）2016年9月号発表
大賞：砂原浩太朗『いのちがけ』（「決戦！桶狭間」所収。砂原は2018年、同作を含む連作『いのちがけ 加賀百万石の礎』で講談社よりデビュー）
- 第三回（テーマ：石田三成/賤ヶ岳の戦い）2017年9月号発表
入賞作品なし
- 第四回（テーマ：本能寺の変で人生が変わった武将）2018年3月号発表
大賞：山口昌志『光秀の友――吉田兼和』（小説現代2018年4月号掲載）
- 第五回（舞台：設楽原の戦い テーマ：鉄砲で、織田・徳川連合軍の武将を主人公にした短編小説）2018年8月号発表
入賞作品なし

## 公式サイト
- 決戦！大阪城
- 決戦！シリーズ